# Флагман флота 2-го ранга
Флагман флота 2-го ранга — воинское звание Морских Сил Рабоче-Крестьянской Красной Армии Союза ССР (МС РККА СССР) было введено Постановлением ЦИК СССР и СНК СССР от 22 сентября 1935 года утверждено постановлением Совета Народных Комиссаров СССР № 2591 для Морских Сил РККА СССР от 22 сентября 1935 года и объявлено приказом Народного Комиссара обороны № 144 от 26 сентября 1935 года. Звание, флагман флота 2-го ранга, было отменено 7 мая 1940 года в связи с введением новых званий, утвержденных Указом Президиума Верховного совета СССР «Об установлении воинских званий высшего командного состава Военно-Морского Флота».

Выше флагмана 1-го ранга, ниже флагмана флота 1-го ранга. Соответствовало званиям командарм 2-го ранга, армейский комиссар 2-го ранга, армвоенюрист.

## Присвоение звания[3]
- 20.11.1935 — Галлер, Лев Михайлович (1883—1950), командующий Балтийским флотом.
- 03.04.1939 — Исаков, Иван Степанович (1894—1967), заместитель наркома Военно-Морского Флота СССР.
- 20.11.1935 — Кожанов, Иван Кузьмич (1897—1938), командующий Черноморским флотом.
- 03.04.1939 — Кузнецов, Николай Герасимович (1904—1974), заместитель наркома Военно-Морского Флота СССР.
- 22.02.1938 — Смирнов-Светловский, Петр Иванович (1897—1940), заместитель наркома Военно-Морского Флота СССР.